# Gueorgui Nadson
Gueorgui Adámovich Nadson (en ruso: Гео́ргий Адамович На́дсон; 23 de mayojul./ 4 de junio de 1867greg. - 15 de abril de 1939) fue un biólogo soviético, "uno de los pioneros de la radioecología en Rusia". En 1930, fundó el Laboratorio de Microbiología de la Academia Rusa de Ciencias (que en 1934 fue trasladado de Leningrado a Moscú y más tarde transformado en el Instituto de Microbiología). Fue director del Instituto hasta 1937, cuando fue "acusado falsamente de participar en el llamado sabotaje y el terrorismo antisoviético y arrestado"  Fue arrestado el 29 de octubre de 1937. La decisión de la Junta General del 29 de abril de 1938 fue excluirlo de la Academia de Ciencias. Y condenado el 14 de abril de 1939 a muerte por cargos de participación en la organización terrorista contrarrevolucionaria. Lo fusilaron el 15 de abril de 1939, siendo enterrado en el Cementerio de Kommunarka, de Moscú. Fue rehabilitado el 29 de octubre de 1955. La verdadera razón de su ejecución fue su oposición al Lysenkoísmo.

## Honores

### Eponimia
Ulvella nadsonii, una especie de algas , fue nombrada en su honor.
- La abreviatura «Nadson» se emplea para indicar a Gueorgui Nadson como autoridad en la descripción y clasificación científica de los vegetales.[2]